# Kazimierz Grodecki
Kazimierz Grodecki pseud. „Góral”, „Tomek” (ur. 4 marca 1883 w Przybyszewie w powiecie grójeckim, zm. 16 października 1942 w Warszawie) – działacz komunistyczny, współzałożyciel SP ZSRR.

## Życiorys

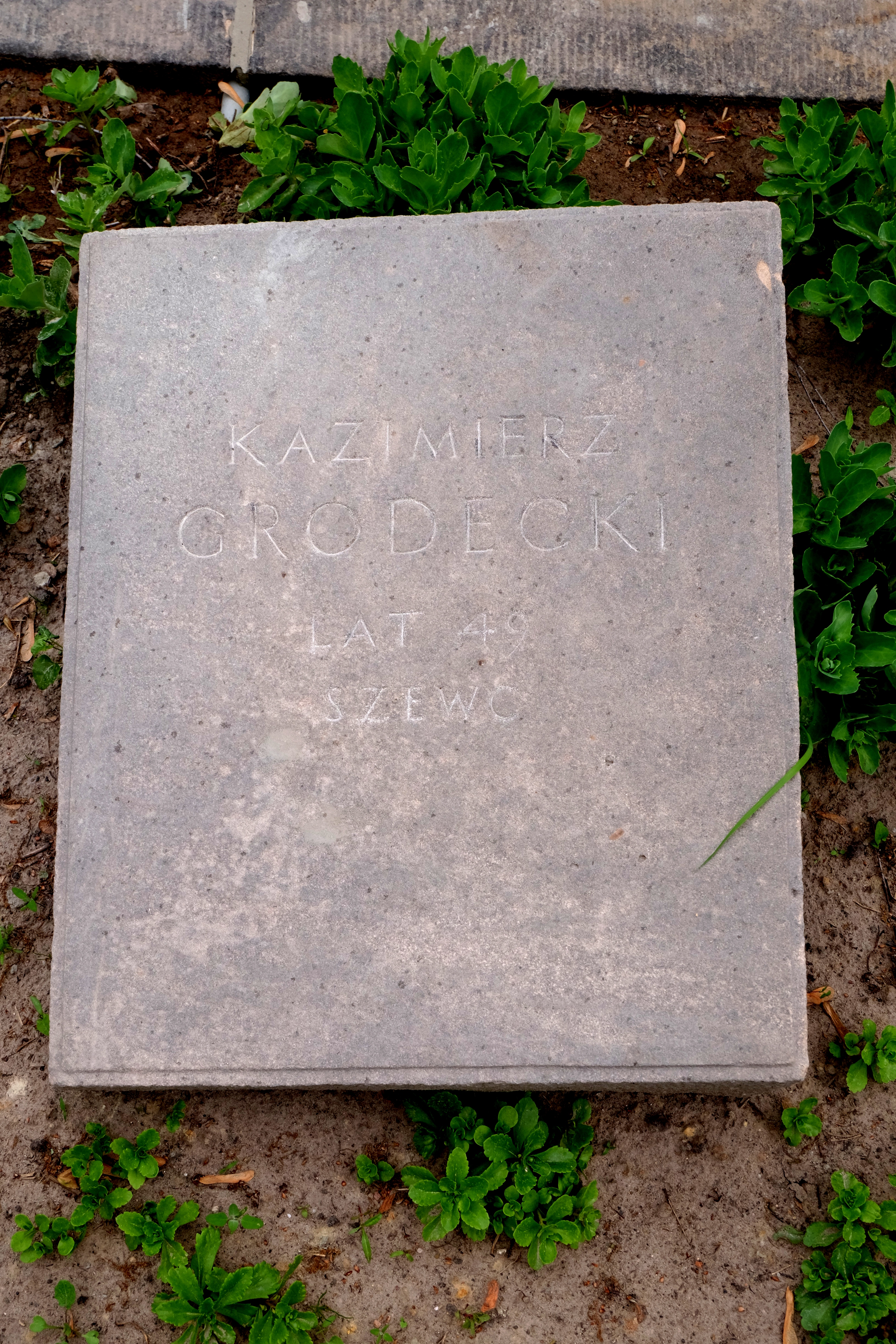
Grób Kazimierza Grodeckiego na Cmentarzu Wojskowym na Powązkach w Warszawie

Syn małorolnego chłopa. W wieku 14 lat, po ukończeniu 3 klasy szkółki, udał się do Warszawy, gdzie odbywał naukę u szewca. W czasie terminowania ukończył 4 klasy kursów dokształcających. Podczas I wojny światowej wstąpił do SDKPiL. Od grudnia 1918 członek KPRP. Działał w MOPR i w Kole Warszawskiego Stowarzyszenia Wolnomyślicieli Polskich.
Był współorganizatorem i działaczem Związku Zawodowego Pracowników Przemysłu Skórzanego. W sierpniu 1928 aresztowany na ul. Krochmalnej podczas rozlepiania plakatów zawiadamiających o wiecu sprawozdawczym komunistycznej frakcji poselskiej. Zwolniony na rozprawie sądowej pod koniec 1928, na wznowionym procesie w sierpniu 1929 został skazany na rok pozbawienia wolności, ale zwolniono go za kaucją ze względu na nieletnie dzieci i chorą żonę. Po śmierci dwóch córek odsiadywał wyrok w płockim więzieniu od maja 1930. Był wówczas sekretarzem „Komuny”, czyli samorządu więźniów politycznych.
1932–1933 był sekretarzem Komitetu Okręgowego KPP w Łodzi, a od 1934 pracował w kierownictwie partyjnym dzielnic KPP „Ochota” i „Jerozolima” w Warszawie, organizował strajki i wiece, w domu z żoną i córką powielał odezwy komunistyczne. 1937–1938 był sekretarzem Związku Zawodowego Pracowników Przemysłu Skórzanego. W 1938 zorganizował i był członkiem zarządu spółdzielni Szewc Polski.
W początkach okupacji niemieckiej był organizatorem grup komunistycznych i współorganizatorem Stowarzyszenia Przyjaciół ZSRR na terenie Warszawy (1940). W styczniu 1942 przystąpił do PPR, w której należał do najaktywniejszych działaczy i organizatorów struktur partyjnych na terenie Żoliborza i Śródmieścia. Pracował pod bezpośrednim zwierzchnictwem I sekretarza PPR, Marcelego Nowotki. Aresztowany przez Gestapo 28 września 1942, po ciężkich torturach został publicznie powieszony wraz z 49 innymi osobami w dniu 16 października.
W 1948 jego szczątki ekshumowano i pochowano razem ze szczątkami pozostałych powieszonych w kwaterze więźniów Pawiaka na Cmentarzu Wojskowym na Powązkach (kwatera 6C-3-9).
Pośmiertnie odznaczony Orderem Krzyża Grunwaldu III klasy (1946). Od 24 listopada 1961 do 9 listopada 2017 r. był patronem ulicy w Warszawie na terenie dzielnicy Bielany.